# Верт (Верхня Баварія)
Верт (нім. Wörth) — громада в Німеччині, розташована в землі Баварія. Підпорядковується адміністративному округу Верхня Баварія. Входить до складу району Ердінг. Складова частина об'єднання громад Герлькофен.
Площа — 21,05 км2. Населення становить 4408 ос. (станом на 31 грудня 2020).

## Галерея

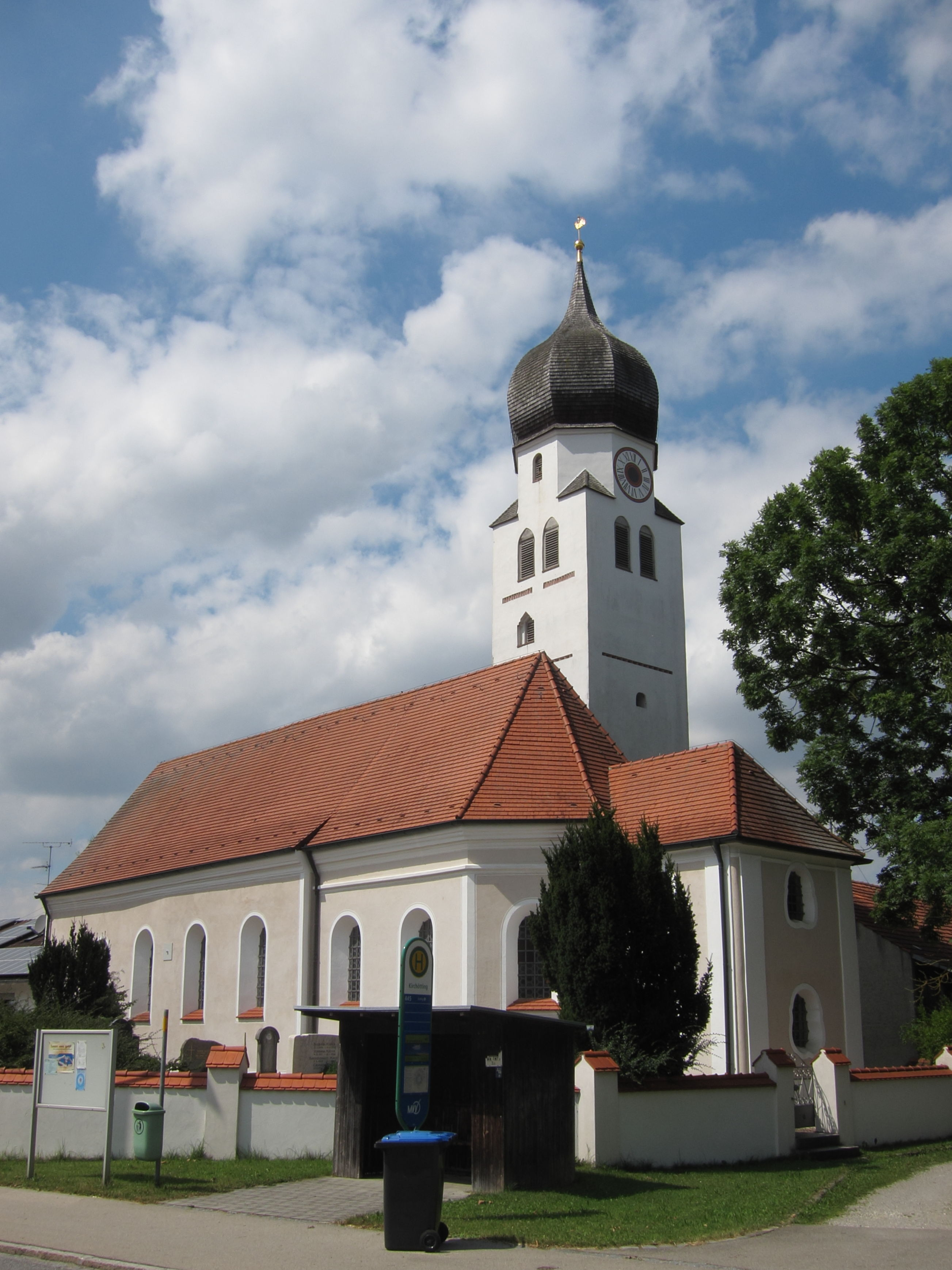